# Hemiceras reyburni
Hemiceras reyburni är en fjärilsart som beskrevs av William Schaus 1928. Hemiceras reyburni ingår i släktet Hemiceras och familjen tandspinnare. Inga underarter finns listade i Catalogue of Life.